# Afrikaaps
Pour plus de détails, voir Fiche technique et Distribution.
Afrikaaps est un film documentaire sud-africain réalisé en 2010.

## Synopsis
Ce documentaire est avant tout le récit d’une pièce de théâtre intitulée Afrikaaps. Le film présente tout le processus créatif jusqu’aux représentations. Utilisant le hip-hop, Afrikaaps, le film et la pièce, innove en essayant avec impertinence de récupérer l’afrikaans, si longtemps considéré comme la langue de l’oppresseur, et d’en faire la langue de la libération. Présent dès le début du projet, Dylan Valley capte des moments uniques, à partir des histoires personnelles des acteurs et de l’équipe de production, qui reflètent ce qui se déroule sur la scène.

## Fiche technique
- Réalisation : Dylan Valley
- Production : Plexus Films
- Scénario : Dylan Valley Khalid Shamis
- Image : Dylan Valley
- Montage : Khalid Shamis
- Son : Dylan Valley Antoinette Engel

## Récompenses
- Encounters International Documentary Festival, Sudáfrica, 2010